# دهستان فسندوز
دهستان فسندوز، یکی از دهستان‌های بخش فیروزآباد شهرستان چهاربرج در استان آذربایجان غربی ایران است.

## جمعیت
براساس سرشماری عمومی نفوس و مسکن در سال ۱۳۹۵، جمعیت دهستان فسندوز برابر با ۳٬۱۰۵ نفر بوده‌است.